# Jacques Aved
Jacques André Joseph Camellot (Jacques) Aved, bijgenaamd Aved Le Batave (Dowaai (?), 12 januari 1702 – Parijs, 4 maart 1766) was een Frans schilder, pastellist en kunstverzamelaar, van Vlaamse herkomst, die opgroeide in de Noordelijke Nederlanden.

## Levensloop

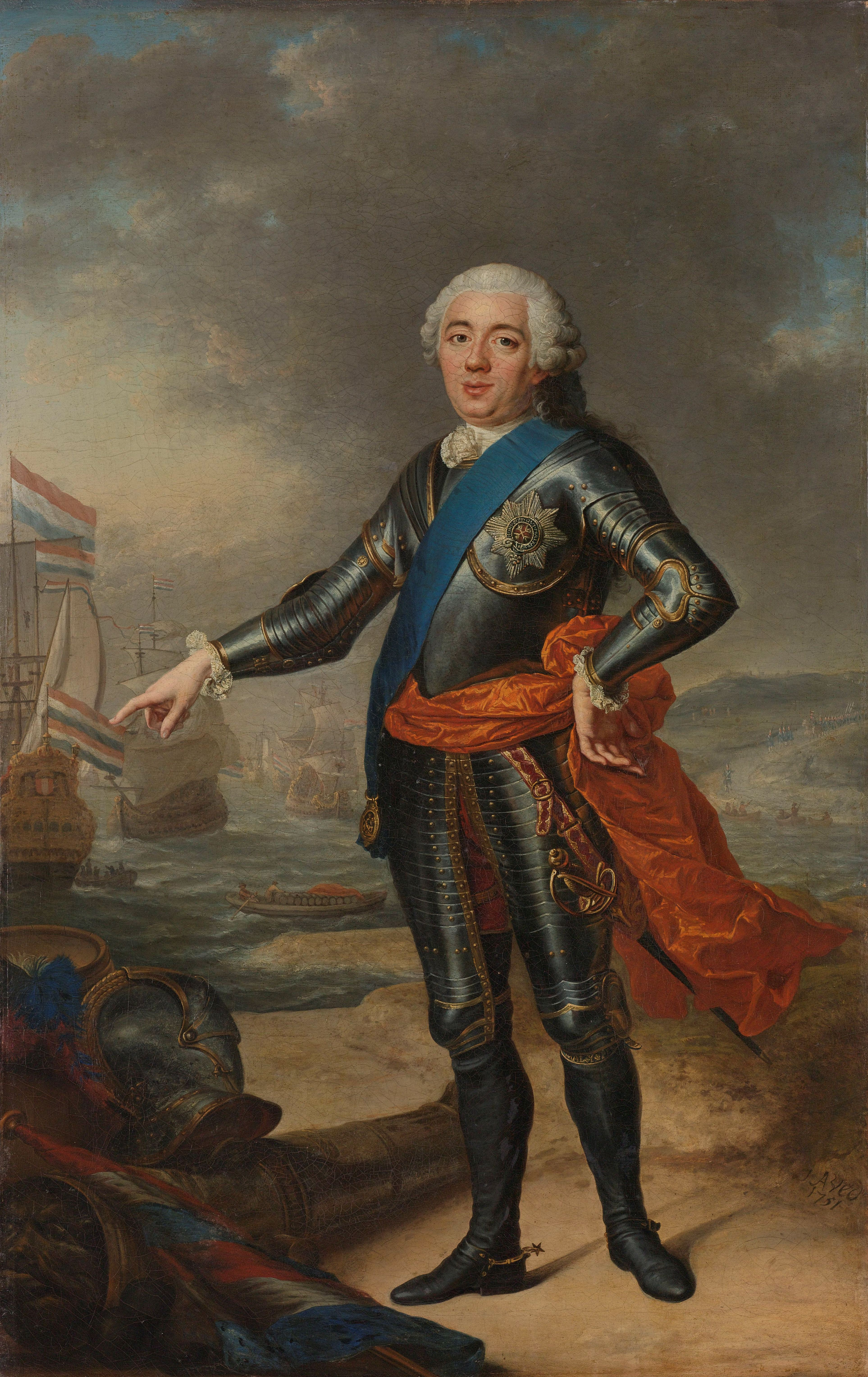
Jacques Aved. Portret van Willem IV. 1751. Amsterdam, Rijksmuseum.

Aved werd vermoedelijk geboren in de Noord-Franse stad Dowaai. Zijn ouders waren van oorsprong Vlaams. Hij had echter een speciale band met de Noordelijke Nederlanden, vandaar ook zijn bijnaam Le Batave (de Bataaf). Hij groeide op in Amsterdam en bezocht Holland in zijn latere leven verschillende keren. In Amsterdam kreeg hij les van François Boitard, Bernard Picard en zijn grootvader, Noël Isaac Bisson.
Vanaf 1721 was hij als portretschilder actief in Parijs, waar hij les kreeg van Alexis-Simon Belle. Omstreeks 1738/1740 vertrok hij naar Brussel. Begin jaren '50 verbleef hij enkele keren in Den Haag. Op 19 augustus 1750, bijvoorbeeld, kocht hij enkele schilderijen op de veiling van de verzameling van Johan Hendrik van Wassenaer Obdam en in 1751 schilderde hij het portret van stadhouder Willem IV van Oranje-Nassau. Op 20 februari 1753 werd hij ingeschreven bij Confrerie Pictura in Den Haag. Daarna was hij weer actief in Parijs, waar hij in 1766 overleed. Bij zijn overlijden liet een omvangrijke kunstverzameling na met werk van Van Dyck, Rembrandt, Domenichino, Tintoretto en Poussin. Deze verzameling werd op 24 november 1766 geveild bij veilinghuis Remy in Parijs.
- Bibliothèque nationale de France: cb12557458f (data)
- Biografisch Portaal: 83385329
- Catàleg d'autoritats de noms i títols de Catalunya: 981058514611106706
- Gemeinsame Normdatei: 132487179
- International Standard Name Identifier: 0000 0000 6629 046X
- KulturNav: ac3130fc-1d06-4e64-8941-8e7ca9eb13fe
- Library of Congress Control Number: nr90005707
- MusicBrainz: f26c0638-0270-4e38-9d61-52b9af5d39d9
- Nationale Bibliotheek van Tsjechië: xx0312052
- Nationale Bibliotheek van Israël: 987007519181805171
- RKD-Nederlands Instituut voor Kunstgeschiedenis: 3053
- Système universitaire de documentation: 16687289X
- Union List of Artist Names: 500022915
- Virtual International Authority File: 66581430
- WorldCat: E39PBJpDKB4MJThbqkWPPr6HYP